# Elena Sergeyevna Vesnina
Elena Sergeyevna Vesnina (tiếng Nga: Елéна Cepгéeвна Becнинá IPA: [jɪˈlʲɛnəvʲɪˈna]; sinh ngày 1 tháng 8 năm 1986) là một vận động viên quần vợt chuyên nghiệp người Nga. Cô có thứ hạng cao nhất là số 13 đánh đơn và số 3 đánh đôi. Vesnina có bốn danh hiệu đôi, trong đó có một danh hiệu đôi nam nữ. Các danh hiệu đôi nữ của cô là: Pháp mở rộng 2013, Mỹ mở rộng 2014 và Wimbledon 2017 cùng với Ekaterina Valeryevna Makarova. Ở nội dung đôi nam nữ, cô vô địch giải Úc mở rộng 2016 cùng với Bruno Soares.

## Cuộc sống
Vesnina sinh ra ở Lviv, Liên Xô. Cô có một người em trai, Dmitry, một cựu vận động viên quần vợt trẻ. Cô bắt đầu chơi quần vợt năm 7 tuổi tại Trường Thể thao ở Sochi.
Tháng 11 năm 2015, cô kết hôn với nhà kinh doanh Pavel Tabuntsov.

## Sự nghiệp

### 2017
Vesnina khởi đầu năm 2017 khi cô tham dự giải Brisbane International. Ở nội dung đơn, cô được xếp loại hạt giống số 7, nhưng cô thất bại ở vòng một trước Cornet. Ở nội dung đôi, cô đánh cặp cùng Makarova với tư cách là hạt giống số 2, nhưng họ thất bại ở trận chung kết trước đôi số 1 là Bethanie Mattek-Sands và Sania Mirza ở trận chung kết.
Vesnina tham dự giải Úc Mở rộng với tư cách là hạt giống số 14 ở đơn và số 3 ở đôi với Makarova. Cô thất bại ở vòng ba nội dung đơn nữ trước tay vợt tay vợt người Mỹ là Jennifer Brady. Ở nội dung đôi nữ, cô và Makarova đi đến vòng tứ kết nhưng thua trước đôi số 12 là Bành Soái và Andrea Hlaváčková.
Giải tiếp theo cô tham dự là Indian Wells Masters. Với tư cách là hạt giống số 14 ở đơn, cô được miễn vòng một. Ở vòng hai, cô đánh bại tay vợt người Mỹ Shelby Rogers và vòng ba cô đánh bại hạt giống số 25 của giải là tay vợt Timea Babos trước khi vào vòng bốn cô đánh bại hạt giống số 1 của giải là Angelique Kerber. Sau đó, ở vòng tứ kết cô đánh bại Venus Williams và bán kết đánh bại Kristina Mladenovic. Vào trận chung kết, cô gặp tay vợt đồng hương là Svetlana Kuznetsova xếp thứ 8 của giải. Cô thắng Kuznetsova sau ba set đấu, 7-6(8-6), 5-7, 4-6. Còn ở nội dung đôi nữ, cô và Makarova bị loại ở bán kết. Sau chức vô địch ở đơn, cô lên hạng 13 thế giới.
Vesnina và Makarova vô địch Wimbledon 2017 ở nội dung đôi nữ. Chiến thắng trước đôi số 9 là Chiêm Hạo Tình và Monica Niculescu với tỉ số 6-0, 6-0, trong 55 phút thi đấu. Đây là trận chiến thắng hai set trắng (double bagel) đầu tiên trong lịch sử của giải Wimbledon.

## Thống kê sự nghiệp

### Hiệu suất đánh đơn theo mốc thơi gian
| VĐ | CK | BK | TK | V# | RR | Q# | A | NH |

| Giải đấu Grand Slam |     |     |     |     |     |     |     |     |     |     |     |     |     |     |     |        |       |
| Úc Mở rộng          | A   | A   | A   | V4  | V2  | V3  | V1  | V1  | V1  | V1  | V4  | V1  | V1  | Q1  | V3  | 0 / 11 | 12–11 |
| Pháp Mở rộng        | A   | A   | A   | V1  | V1  | V1  | V2  | V1  | V1  | V1  | V1  | V2  | V3  | V2  | V3  | 0 / 12 | 7–12  |
| Wimbledon           | A   | A   | A   | V2  | V3  | V2  | V4  | V1  | V2  | V2  | V2  | V2  | V1  | BK  | V2  | 0 / 12 | 17–12 |
| Mỹ Mở rộng          | A   | A   | Q2  | V1  | V1  | V2  | V3  | V1  | V1  | V2  | V2  | V3  | V2  | V3  | V3  | 0 / 12 | 12–12 |
| Thắng-Thua          | 0–0 | 0–0 | 0–0 | 4–4 | 3–4 | 4–4 | 6–4 | 0–4 | 1–4 | 2–4 | 5–4 | 4–4 | 3–4 | 9–3 | 7–4 | 0 / 47 | 48–47 |

### Chung kết Grand Slam

#### Đôi: 9 (3 danh hiệu, 6 á quân)
| Kết quả | Năm  | Giải         | Mặt sân | Đồng đội           | Đối thủ                                        | Tỉ số              |
| ------- | ---- | ------------ | ------- | ------------------ | ---------------------------------------------- | ------------------ |
| Á quân  | 2009 | Pháp Mở rộng | Đất nện | Victoria Azarenka  | Anabel Medina Garrigues Virginia Ruano Pascual | 1–6, 1–6           |
| Á quân  | 2010 | Wimbledon    | Cỏ      | Vera Zvonareva     | Vania King Yaroslava Shvedova                  | 6–7(6–8), 2–6      |
| Á quân  | 2011 | Pháp Mở rộng | Đất nện | Sania Mirza        | Andrea Hlaváčková Lucie Hradecká               | 4–6, 3–6           |
| Vô địch | 2013 | Pháp Mở rộng | Đất nện | Ekaterina Makarova | Sara Errani Roberta Vinci                      | 7–5, 6–2           |
| Á quân  | 2014 | Úc Mở rộng   | Cứng    | Ekaterina Makarova | Sara Errani Roberta Vinci                      | 4–6, 6–3, 5–7      |
| Vô địch | 2014 | Mỹ Mở rộng   | Cứng    | Ekaterina Makarova | Martina Hingis Flavia Pennetta                 | 2–6, 6–3, 6–2      |
| Á quân  | 2015 | Wimbledon    | Cỏ      | Ekaterina Makarova | Martina Hingis Sania Mirza                     | 7–5, 6–7(4–7), 5–7 |
| Á quân  | 2016 | Pháp Mở rộng | Đất nện | Ekaterina Makarova | Caroline Garcia Kristina Mladenovic            | 3–6, 6–2, 4–6      |
| Vô địch | 2017 | Wimbledon    | Cỏ      | Ekaterina Makarova | Chiêm Hạo Tình Monica Niculescu                | 6–0, 6–0           |

### WTA Tour Championships Finals

#### Đôi: 2 (1 danh hiệu, 1 á quân)
| Kết quả | Năm  | Giải vô địch | Mặt sân  | Đồng đội           | Đối thủ                              | Tỷ số         |
| ------- | ---- | ------------ | -------- | ------------------ | ------------------------------------ | ------------- |
| Á quân  | 2013 | Istanbul     | Cứng (i) | Ekaterina Makarova | Hsieh Su-Wei Peng Shuai              | 4–6, 5–7      |
| Vô địch | 2016 | Singapore    | Cứng (i) | Ekaterina Makarova | Bethanie Mattek-Sands Lucie Šafářová | 7–6(7–5), 6–3 |

## Danh hiệu Grand Slam

### Đôi nữ
- Giải quần vợt Pháp Mở rộng 2013 - Đôi nữ
- Giải quần vợt Wimbledon 2017 - Đôi nữ
- Giải quần vợt Mỹ Mở rộng 2014 - Đôi nữ

### Đôi nam nữ
- Giải quần vợt Úc Mở rộng 2016 - Đôi nam nữ